# Family (альбом Лиэнн Раймс)
Family — одиннадцатый студийный альбом американской певицы Лиэнн Раймс. Он был выпущен 9 октября 2007 года на лейбле Curb Records в США. Продюсером альбома выступил музыкант и звукозаписывающий продюсер Данн Хафф, а дополнительным продюсером — Тони Браун и приглашённая вокалистка Риба Макинтайр. Family — первый альбом в карьере Раймс, в котором она стала соавтором всех песен альбома.
Альбом дебютировал на четвёртом месте в американском чарте Billboard 200 с тиражом 74 200 копий за первую неделю. После выхода Family получил положительные отзывы от большинства музыкальных критиков, которые похвалили исполнение и написание песен Раймс. Лид-сингл «Nothin' Better to Do» принёс ей номинацию на премию «Грэмми-2008» в категории «Лучшее женское вокальное исполнение в стиле кантри», а третий сингл «What I Cannot Change» также получил номинацию в следующем году.

## Отзывы
| Совокупная оценка    | Совокупная оценка |
| Источник             | Оценка            |
| -------------------- | ----------------- |
| Metacritic           | (70/100)          |
| Оценки критиков      |                   |
| Источник             | Оценка            |
| Allmusic             | [ 2 ]             |
| Billboard            | (favorable)       |
| Blender              | [ 4 ]             |
| The Boston Globe     | (favorable)       |
| Entertainment Weekly | B                 |
| The Guardian         | [ 7 ]             |
| The New York Times   | (favorable)       |
| Rolling Stone        | [ 9 ]             |
| Slant Magazine       | [ 10 ]            |
| Uncut                | [ 11 ]            |

Альбом получил положительные отзывы от большинства музыкальных критиков. На сайте Metacritic, который присваивает нормализованную оценку из 100 баллов рецензиям основных критиков, альбом получил средний балл 70, основанный на 12 рецензиях, что означает «в целом благоприятные отзывы». Редактор AllMusic Стивен Томас Эрлевайн дал альбому четыре звезды из пяти и назвал его «удивительно далеко идущим под мягкой оболочкой кантри-попа […] умелым сочетанием коммерции и исповеди».
Джейн Дарк из Blender похвалила его «легкомысленную жанровую прыть», написав, что он «не предполагает ничего такого, как бродвейский успех о беспокойной кантри-звезде, заимствующей из многих стилей и не подчиняющейся ни одному». Сара Родман из The Boston Globe высоко оценила авторство Раймс и назвала Family «лучшим, самым убедительным альбомом в её карьере». Келефа Саннех из The New York Times похвалила её «нежное пение» и отметила, что «музыка отражает бесстрашие в текстах». Джонатан Киф из Slant Magazine назвал Раймс «самобытной интерпретирующей певицей» и отметил, что её авторство песен придаёт альбому «такую целенаправленность и тематическую связность, которую не могут обеспечить большинство нэшвиллских исполнителей». Киф назвал Family «одним из самых сильных мейнстримовых кантри-альбомов за последние несколько лет». Кен Такер из Billboard дал альбому положительную рецензию и сказал: «ЛиЭнн Раймс потребовался личный опыт, чтобы дойти до того момента, когда она смогла написать, записать и выпустить Family, итог пока ещё необычной, но все ещё молодой жизни. Но если это личный альбом, это не значит, что он не обращён к широким массам».
Однако журнал Q поставил альбому две звезды из пяти и заявил: «В нём мало искры, несмотря на её восхитительную готовность рисковать». Аланна Нэш из Entertainment Weekly поставила альбому оценку B и отметила, что «Раймс демонстрирует новую зрелость в написании песен […] хотя слишком часто она опускается до позёрского пауэр-попа». Адам Свитинг из Uncut раскритиковал её музыку, написав, что песни «звучат как обновление того AOR-рэкета, который Пэт Бенатар и Heart делали в 80-х». Дэйв Симпсон из The Guardian отметил «немного слишком гладкое производство и типично раздутое сотрудничество с Bon Jovi», но назвал альбом «полным развязного ритма и эмоциональных признаний, которые исследуют неблагополучное детство». Несмотря на то, что песня показалась ему «неровной», автор Rolling Stone Роб Шеффилд поставил альбому три с половиной звезды из пяти и назвал «Nothin' Better to Do», «Family» и «Till We Ain’t Strangers Anymore» самыми яркими моментами. Томас Кинтнер из The Hartford Courant назвал Family «тщательно ухоженной, но все же живой композицией, которая подчёркивает её значительные вокальные достоинства», и похвалил пение Раймс, заявив: «Она склонна брать в руки настолько одноразовые мелодии, что они должны быть ниже её понимания, но мелодическое богатство, которым она осыпает даже самые невзрачные тексты, делает прослушивание интересным».

## Список композиций
| №   | Название                                | Автор(ы)                               | Длительность |
| --- | --------------------------------------- | -------------------------------------- | ------------ |
| 1.  | «Family»                                | Лиэнн Раймс, Dean Sheremet, Blair Daly | 3:55         |
| 2.  | «Nothin' Better to Do»                  | Раймс, Sheremet, Darrell Brown         | 4:26         |
| 3.  | «Fight»                                 | Раймс, Brown, Daly                     | 3:27         |
| 4.  | «Good Friend and a Glass of Wine»       | Раймс, Brown, Daly                     | 3:34         |
| 5.  | «Something I Can Feel»                  | Раймс, Brown, Daly                     | 3:43         |
| 6.  | «I Want You with Me»                    | Раймс, Sheremet, Daly                  | 3:33         |
| 7.  | «Doesn't Everybody»                     | Раймс, Sheremet, Brown                 | 3:53         |
| 8.  | «Nothing Wrong» (Дуэт с Marc Broussard) | Раймс, Broussard, Daly                 | 4:22         |
| 9.  | «Pretty Things»                         | Раймс, Sheremet, Brown                 | 3:45         |
| 10. | «Upper Hand»                            | Раймс, Brown, Troy Verges              | 3:51         |
| 11. | «One Day Too Long»                      | Раймс, Sheremet, Brown                 | 3:38         |
| 12. | «What I Cannot Change»                  | Раймс, Brown                           | 5:14         |

| №   | Название                                                                                     | Автор(ы)                                   | Длительность |
| --- | -------------------------------------------------------------------------------------------- | ------------------------------------------ | ------------ |
| 13. | «Till We Ain’t Strangers Anymore» (Дуэт с Bon Jovi). (Из альбома Bon Jovi Lost Highway)      | Джон Бон Джови, Ричи Самбора, Бретт Джеймс | 4:48         |
| 14. | «When You Love Someone Like That» (Дуэт с Риба Макинтайр) (Из альбома Макинтайр Reba: Duets) | Ed Hill, Karyn Rochelle                    | 4:40         |

## Чарты
| Чарт (2007)                      | Высшая позиция |
| -------------------------------- | -------------- |
| Австралия (ARIA)                 | 180            |
| Австралия Top Country Albums     | 20             |
| Европа (European Top 100 Albums) | 100            |
| Швейцария                        | 68             |
| Великобритания UK Albums Chart   | 31             |
| США Billboard 200                | 4              |
| США Billboard Top Country Albums | 2              |
| США Billboard Top Digital Albums | 4              |